# Молінара (виноград)
Молінара (італ. Molinara) — технічний сорт червоного винограду, вирощується в Італії, є автохтонним сортом регіону Венето.

## Географія сорту
Сорт вирощується у регіоні Венето, зокрема у виноробному регіоні Вальполічелла. Також вирощується у виноробній зоні Бардоліно.

## Характеристики сорту
Сорт середньопізнього терміну дозрівання. Кущі сильнорослі. Квітка двостатева.
Лист — розмір трохи більше середнього, трохи подовжений, трилопатевий; дуже відкритий V-подібний черешковий синус. Верхня сторона світло-зелена, гладенька, непрозора; нижня сторона сірувато-зеленого кольору, з опушенням вздовж жилок.
Гроно промислової зрілості середнього або великого розміру (завдовжки близько 20 см), подовжене, пірамідальне (іноді циліндричне), як правило, з двома короткими «крилами», правильно розрідженим, довгим квітконосом, трохи товстим, трав'янистим.
Ягода середнього розміру (діаметр поперечного перерізу 15,7 мм) куляста і злегка витягнута, правильної форми; шкірка пурпурно-червона, вкрита товстим шаром кутину. М'якоть середньої консистенції, простий смак, сік солодкий, безбарвний.
Середня кількість кісточок у ягоді — дві, вони середнього розміру, грушоподібні, злегка витягнуті.
Врожайність висока і постійна. Стійкість сорту до мільдью і оїдіуму середня, до сірої гнилі — висока.

## Характеристики вина
Молінара використовується як допоміжний сорт для виготовлення купажних вин (разом з іншими місцевими сортами Корвіна та Рондинела або іншими). Недоліком сорту є слабка стійкість сусла до окислення.
У сухих винах до яких входить молінара присутні аромати фруктів (основний аромат — вишня) та спецій, вони мають гарну структуру, виражені таніни та гарну кислотність. Завдяки товстій шкірці та відносної стійкості до плісняви сорт гарно підходить для висушування та виготовлення вин з в'яленого винограду — технологія пасіто («італ. passito»). За такою технологією у регіоні Вальполічелла виробляються вина Амароне делла Вальполічелла, Речото делла Вальполічелла.